# 皇坟山墓葬群
皇坟山墓葬群，位於中華人民共和國浙江省嘉興市秀洲區，是東漢時期的墓葬羣，1975年9月曾出土東漢時期玉壺壹隻，2011年被定為浙江省文物保護單位。該地原名王文山，考古人員誤聽為皇墳山，沿用至今。